# ウィッチマウンテン/地図から消された山
『ウィッチマウンテン/地図から消された山』（原題: Race to Witch Mountain）は、2009年制作のアメリカ映画。1975年公開の映画『星の国から来た仲間』のリメイクである。
監督はアンディ・フィックマン。主演はドウェイン・ジョンソン、アナソフィア・ロブ、アレクサンダー・ルドウィグ、カーラ・グギノ。
撮影は2008年3月からロサンゼルスではじまり、2009年3月13日全米で公開された。日本公開は7月4日。

## ストーリー
不時着した未確認飛行物体を回収する政府のエージェント。現場に遺された足跡から子供サイズのエイリアン2体が逃亡していることを確信。未確認飛行物体を回収するとともに逃亡したエイリアンの捜索を開始する。
ジャック・ブルーノはラスベガスのタクシー運転手。ある日、プラネット・ハリウッド カジノ・アンド・ホテルであるUFOコンベンション大会に客を連れて行っていた。客の1人にUFOと宇宙の正統の科学理論に関するスピーチをして失敗した科学者、アレックス・フリードマン博士をホテルまで乗せる。
ブルーノが街のごろつきと話を付け、タクシーに戻ると、サラとセスという兄妹がいつの間にか後部座席に座っているのに驚く。彼らは、あるところまで連れて行って欲しいと頼む。最初は訝しんでいたジャックだったが、分厚い札束を見せられ、客なら放り出すわけにもいかないと走り出すタクシー。だが、エージェントはすでにブルーノのタクシーを捕捉していた。

## キャスト
ジャック・ブルーノ
演 - ドウェイン・ジョンソン、日本語吹替 - 楠大典
ラスベガスのタクシー運転手。マシソンいわく、テキサスの貧しい家庭出身。子供の頃は少年院に何度も入るなど素行不良だったようであり、後にレース選手となって成功するが、16歳の時に両親が交通事故で死亡。その後里親と暮らしたが17歳のころに家出をし、ベガスのストックカーレースのドライバーを目指したが、犯罪組織の運転手となるなど夢はかなわず、そして自身も車の窃盗などで捕まり、現在の職に落ち着いた。車のマスタングを購入するのが夢。家にサンドバッグがありストレス発散で夜中でも殴ることがあることから近所迷惑とみなされている。サラとセスの素性を知った事で政府に追われることになる。仕事から金勘定で物事を判断することもあるが、サラとセスから必要以上の乗り賃をもらった際には「こんなにいらない」と返そうとするなど律儀な面がある。運転技術は極めて高く、一般人でありながら、序盤で政府に複数の車で追われた際には乗り切った。
サラ
演 - アナソフィア・ロブ、日本語吹替 - 樋口あかり
地球の外から来た存在であり正体はエイリアン。よく言えば柔軟だが悪く言えば適当でジャックからは「具体的にいってくれ」と呆れられたことがある。両親は侵略に反対したことで軍に捕まったとのこと。セスの妹で、念力と読心力を扱える少女。心が読めるだけに信頼できる人物を見抜くことも出来、動物の考えも読める。念力で遠くにあるものを起動したり物をぶつけるなどで攻撃力が高いともいえ、また相手の攻撃で吹き飛ばされても軽傷で済むなど、能力とは別に耐久力もある。途中で犬を拾い、終始可愛がる。
セス
演 - アレクサンダー・ルドウィグ、日本語吹替 - 下和田裕貴
サラの兄で正体はサラ同様にエイリアン。分子を操る超能力をもっており、車から激突されても車のほうが潰れるという強靭さを発揮できるが、あくまでも意識して使うものであり、間の悪さで能力が使えずに吹っ飛ばされたときには打ちどころの悪さもあり気絶した。口調は大人びいており、専門的な単語で方角を語った際には、ジャックから「もっと適当でいい」と呆れられた。
アレックス・フリードマン博士
演 - カーラ・グギノ、日本語吹替 - はしのえみ
宇宙物理学者。演説などを行っているが、全く物的証拠がないことから、馬鹿にされることが多い。しかしブルーノたちが学者である自分を訪ね、サラが自分の心を読んだこと、そして自分のパソコンを念力で動かしたことで、自分の学説が立証できるかもしれないと、ブルーノたちとの共闘を決意する。本人曰く、仕事とプライベートは分ける主義で、同業者と恋愛をするつもりはないとのこと。ブルーノとは次第に信頼関係を築き、ブルーノが自分に不利な場面で演技で敵に遜ったさいには、それを見破り自分も便乗することで敵を欺いた。蹴り技に長けており、その理由は兄が三人いたからとのこと。
ヘンリー・バーク
演 - キアラン・ハインズ、日本語吹替 - 土師孝也
政府エージェントのボス。地位に相応しい切れ者であり、ジャックの人柄を良くも悪くも見抜き、ジャックがサラとセスを引き渡すべき場面でも、それをしないのを認めたうえで動いた。
マシスン
演 - トム・エヴェレット・スコット
ヘンリー・バークの部下。
ドナルド・ハーラン博士
演 - ゲーリー・マーシャル、日本語吹替 - 林与一
政府の科学者。アレックスいわく、討論会で反対の立場で論じ合っていたが、UFOに関する政府の陰謀に詳しい人間は彼が一番と認めている。UFOの墜落は知っており、エイリアンが存在したのも確認済みだが、そのエイリアンの姿は従来のイメージの化け物のようなものだと思っていた。
エディ・コルテス
演 - チーチ・マリン、日本語吹替 - 青野武
自動車修理工。営業時間が終わったころに来たジャック達にうんざりし、「二倍の料金を払うから」と交渉するジャックに「三倍なら」といたずらじみた要求をした。ありえないほどに破損した車を見て「サイにでもぶつかったみたいで災難だったな」とダジャレをいう場面があった。
ティナ
演 - キム・リチャーズ、日本語吹替 - 水落幸子
レストラン「ロード・ハウス」のウエイトレス。トラブルで服装が汚れたサラとセスに「豚小屋で暴れたの？」という表現をするなど、少し口が悪いが、政府エージェントが来た際には彼らを庇った。
アントニー
演 - アイク・アイゼンマン、日本語吹替 - 飛田展男
保安官。
マーティ
ジャックの昔の仲間。
ウィリアム・J・バーンズ
演 - 本人（カメオ出演）
テレビ番組『UFOハンター』の司会者。
ホイットリー・ストリーバー
演 - 本人（カメオ出演）
宇宙人小説の作家。
その他の日本語吹き替え
谷昌樹、村松康雄、西凛太朗、川島得愛、梁田清之、大西健晴、後藤敦、石川ひろあき、鈴森勘司、鳥海勝美、葛城七穂、芦澤孝臣、鍋井まき子、雨谷和砂、田坂浩樹、庄司宇芽香、杉山大、宇乃音亜季、三宅貴洋、御園行洋、伊藤初雄、東正実

## 雑記
- 今作でドウェイン・ジョンソンは2作目のディズニー映画出演となる。1作目は2007年公開の『ゲーム・プラン』。
- ヘンリー・バーク役のキーラン・ハインズは、「自分のキャラクターはメン・イン・ブラックに似てる」とコメントした。
- アントニー役のアイク・アイゼンマンとティナ役のキム・リチャーズは、本作のリメイク元『星の国から来た仲間』では兄妹役を演じていた。
- エージェントとのカーチェイスシーンで、体当たりされ外れたドアミラーが復活しているカットがある。